# Ashingdon
Ashingdon – wieś w Anglii, w hrabstwie Essex, w dystrykcie Rochford. Leży 21 km na południowy wschód od miasta Chelmsford i 58 km na wschód od Londynu. W 2001 miejscowość liczyła 3165 mieszkańców.